# Riplington
Riplington var en civil parish 1866–1955 när det uppgick i Whalton, i grevskapet Northumberland i England. Civil parish var belägen 9 km från Morpeth och hade 6 invånare år 1951.